# Fayette County, Texas
Fayette County är ett administrativt område i delstaten Texas, USA, med 24 554 invånare (2010).  Den administrativa huvudorten (county seat) är La Grange.

## Geografi
Enligt United States Census Bureau har countyt en total area på 2 486 km². 2 461 km² av den arean är land och 25 km² är vatten.

### Angränsande countyn
- Lee County - norr
- Washington County - nordost
- Austin County - öster
- Colorado County - sydost
- Lavaca County - söder
- Gonzales County - sydväst
- Caldwell County - väster
- Bastrop County - nordväst